# Tadeusz Wijaszka
Tadeusz Michał Wijaszka (ur. 15 czerwca 1940 w Klementowicach, zm. 10 listopada 2019) – polski lekarz weterynarii, doktor habilitowany nauk weterynaryjnych, specjalność wirusologia. Dyrektor Państwowego Instytutu Weterynaryjnego-Państwowego Instytutu Badawczego w Puławach przez dwie kadencje (w latach 2001–2011), członek Komitetu Badań nad Zagrożeniami Polskiej Akademii Nauk, profesor honorowy Uniwersytetu Przyrodniczego we Wrocławiu.

## Życiorys
Ukończył weterynarię na Wydziale Weterynaryjnym SGGW w Warszawie w 1963 r. Był stypendystą The British Council. W ramach stypendium przebywał w Laboratorium Biologii Molekularnej Instytutu Badania Chorób Zwierząt w Compton oraz w Instytucie Wirusologii Zwierząt w Pirbright. W 1972 obronił, na Wydziale Weterynaryjnym SGGW w Warszawie, pracę doktorską, natomiast stopień naukowy doktora habilitowanego uzyskał w 1979. W latach 1982–1987 został oddelegowany do Ranguny (Birma) przez Organizację ds. Wyżywienia i Rolnictwa (FAO) celem utworzenia tam laboratorium badania pryszczycy oraz pomocy w przygotowaniu produkcji szczepionek przeciwko pryszczycy i pomorowi świń. W 1998 r. został oddelegowany przez Ministra Spraw Zagranicznych oraz Ministra Rolnictwa i Gospodarki Żywnościowej (obecnie Rozwoju Wsi) do pracy w Przedstawicielstwie Rzeczypospolitej Polskiej przy Unii Europejskiej w Brukseli na stanowisko radcy-kierownika Wydziału ds. Rolnictwa, gdzie zajmował się m.in. negocjacjami w takich dziedzinach jak weterynaria, ochrona roślin, żywność i żywienie oraz koordynowanie prac Wydziału.

## Pełnione funkcje
- dyrektor Państwowego Instytutu Weterynaryjnego – PIB w Puławach w latach 2001-2011
- doradca Biura Bezpieczeństwa Narodowego RP,
- członek Komisji ds. Produktów Leczniczych Weterynaryjnych przy Ministrze Zdrowia,
- członek zespołu roboczego ds. produktów leczniczych weterynaryjnych przy Ministrze Rolnictwa i Rozwoju Wsi,
- członek Komisji Bezpieczeństwa Żywności przy Głównym Lekarzu Weterynarii,
- członek Komitetu Naukowego Światowego Kongresu Zakażeń Pokarmowych i Intoksykacji oraz członek rady programowej tego Kongresu,
- członek rzeczywisty Lubelskiego Towarzystwa Naukowego,
- członek grupy roboczej ds. laboratoriów referencyjnych Komisji Europejskiej,
- stały członek delegacji OIE w Paryżu,
- członek Komitetu Redakcyjnego czasopisma naukowego „Przemysł Spożywczy”,
- wiceprzewodniczący Rady ds. Monitoringu Żywności,
- członek Komitetu ds. Pandemii Grypy przy Ministrze Zdrowia,
- członek Rady Sanitarno-Epizootycznej przy Głównym Lekarzu Weterynarii,
- Rady Konsultacyjnej przy Ministrze Rolnictwa i Rozwoju Wsi.
- Członek Zarządu Europejskiego Urzędu ds Bezpieczeństwa Żywności /EFSA/ od lipca 2012[1]

## Odznaczenia i wyróżnienia
- Krzyż Oficerski Orderu Odrodzenia Polski (2005)[2]
- Krzyż Kawalerski Orderu Odrodzenia Polski (1995)[3]
- Order Zasługi Rolniczej – France Commandeur Mérite Agricole
- Medal Europejski
- Profesor honorowy UP we Wrocławiu
- Honorowy Obywatel miasta Puławy 2011[4]
- Profesor honorowy Uralskiego Uniwersytetu Rolniczego w Jekatierinburgu 2016